# Tetracnemoidea westwoodi
Tetracnemoidea westwoodi är en stekelart som först beskrevs av Cockerell 1898.  Tetracnemoidea westwoodi ingår i släktet Tetracnemoidea och familjen sköldlussteklar. Inga underarter finns listade i Catalogue of Life.